# مریم عیسی‌یوا
مریم عیسی‌یوا (زاده ۱ مه ۱۹۳۷) با نام اصلی مریم نعمت‌اونا عیسی‌یوا (به تاجیکی: Марям Неъматовна Исоева) یک هنرپیشه تئاتر اهل تاجیکستان است.
مریم عیسی‌یوا در روستای «سر خاسار» منطقه کولاب در جنوب تاجیکستان متولد شد. او در سال ۱۹۶۰ از هنرستان تئاتر لوناچارسکی مسکو فارغ‌التحصیل شد و پس از یک سال هنرپیشگی در تئاتر شهر خجند از سال ۱۹۶۱ در تئاتر لاهوتی شهر دوشنبه به کار پرداخت. او تاکنون طی حدود ۶۰ سال نقش‌های مختلفی را در صحنه تئاتر و سینما اجرا کرده‌است. او بیش از ۱۰۰ نقش مختلف را در فیلم‌های سینمایی، سریال‌های تلویزیونی و نمایشنامه‌های تئاتر ایفا نموده و در کار دوبلاژ بیش از ۱۵۰ فیلم و سریال نیز همکاری داشته‌است.
مریم عیسی‌یوا استودیوی هنری کودکان «گل امید» را چند سال پیش تأسیس کرد که در تربیت زیبایی‌شناختی و کمک به استعدادهای جوان نقش بارزی داشته‌است.

## نقش‌های مهم
از مهم‌ترین نقش‌هایی که خانم عیسی‌یوا اجرا کرده، نقش تهمینه در نمایشنامه «رستم و سهراب» اثر غنی عبدالله (بر مبنای شاهنامه فردوسی)، گرترودا در «هاملت» شکسپیر، ایوکاستا در «ادیپوس» سوفوکل، موجوده در «اراده زن» اعظم صدقی، هلال در «حکم مادر» فیض‌الله انصاری، شفق در «شب گرفتن ماه» موستای کریم، منظور در «گوهر شب چراغ» ساتم الغزاده، سیلویا در «دو ورونایی» شکسپیر، برناردا در «خاندان برناردا آلبا» ی فدریکو گارسیا لورکا و غیره است.

## جوایز
مریم عیسی‌یوا عضو «اتفاق سینماگران اتحاد شوروی» و همچنین «اتفاق سینماگران تاجیکستان» بوده و بواسطه نقش آفرینی‌های تأثیرگذار خود بارها سزاوار دریافت جوایز مختلف هنری و نشانهای مهم دولتی و هنری گردیده‌است از جمله در سال ۱۹۷۹ عنوان «هنرمند خلق تاجیکستان» را از معتبرترین جوایز هنری تاجیکستان است، به دست آورد.
پنجشنبه شب ۱۶ آبان ۱۳۹۶ اهالی فرهنگ و هنر تاجیکستان با برگزاری مراسمی از روز تئاتر این کشور و هشتادمین سالگرد تولد مریم عیسی‌یوا تجلیل کردند. این مراسم با اجرای پاره‌های از نمایشنامه‌هایی که خانم عیسی‌یوا در طول عمرش در آن‌ها نقش اجرا کرده بود، از سوی هنرپیشگان تئاترهای تاجیکستان برپا شد.